# Cyphorhinus
Cyphorhinus is een geslacht van zangvogels uit de familie winterkoningen (Troglodytidae).

## Soorten
Het geslacht kent de volgende soorten:
- Cyphorhinus arada – Orpheuswinterkoning
- Cyphorhinus dichrous – Noordelijke bruinborstwinterkoning
- Cyphorhinus phaeocephalus – Pacifische orpheuswinterkoning
- Cyphorhinus thoracicus – Zuidelijke bruinborstwinterkoning